# 이고은 (배구 선수)
이고은(1995년 1월 9일 ~ )은 대한민국의 배구 선수로, 포지션은 세터다. 현재 V-리그의 인천 흥국생명 핑크스파이더스 소속으로 뛰고 있다.

## 선수 시절

### 김천 한국도로공사 하이패스1기
2013년 9월 10일에 열린 2013-2014시즌 여자 신인선수 드래프트에서 1라운드 3순위 지명을 받아 한국도로공사에 입단하였다. 13-14 시즌에서 짧은출전에도 강한인상을 남겼다.

### 화성 IBK 기업은행 알토스배구단
2015-2016 시즌 종료 후 2016년 6월 레프트 최은지, 전새얀을 상대로 김미연과 함께 기업은행으로 트레이드됐다.
기업은행으로 이적한 후 2016-17시즌 김사니의 백업 세터로 출전하면서 조연에서 주전으로 자리잡았다. 정규리그 5라운드에 기자단투표에서 MVP로 선정되어 이적후 처음으로 수상을 하였다. 팀 이적후 플레이오프, 챔피언결정전에서 김사니의 백업으로 활약하여 IBK기업은행에 소속팀을 챔피언결정전 우승을 첫 경험을 하였다.
이적 후 처음으로 국가대표에 선발되어 첫 출전하였다.

### GS칼텍스 서울 KIXX배구단
2018년 6월 21일 세터 이나연을 상대로 GS칼텍스 서울 KIXX에 트레이드됐다.
2018-19 시즌을 마치고 첫 FA 자격을 획득하고 원 소속팀인 GS칼텍스 서울 KIXX에 잔류하였다.

### 김천 한국도로공사 하이패스2기
2020년 5월 21일 세터 이원정, 레프트 유서연을 상대로 리베로 한송희와 함께 김천 한국도로공사 하이패스로 트레이드되어 4년 만에 친정으로 복귀했다.
그러나 2021-2022 시즌 초반에 자주 흔들리는 모습을 보여 김종민 감독이 이윤정을 주전 세터로 기용하는 등, 한동안 백업으로 강등되어 가끔씩 결장하는 경기가 늘어났다.

### 광주 페퍼저축은행 AI 페퍼스배구단
2021-2022 시즌을 마감한 후 2번째로 FA 자격을 취득한 이고은은 2022년 3월 31일 연봉 3억 원 + 옵션 3천만 원, 3년 총액 9억 9천만 원의 조건으로 광주 페퍼저축은행 AI 페퍼스에 이적했다. 창단 첫 시즌 내내 세터난에 시달렸던 광주 페퍼저축은행 AI 페퍼스는 FA 시장이 열리기 무섭게 이고은을 FA로 영입했다. 그녀의 보상 선수로는 아웃사이드 히터 김세인이 지명되었다. 

### 인천 흥국생명 핑크스파이더스
2024년 6월 3일에 흥국생명 세터 이원정과의 트레이드로 인해 흥국생명으로 이적하며 데뷔 후 다섯 번째 이적을 경험하게 됐다.

## 수상 경력
- NH농협 2016-2017 V-리그 5라운드 MVP

### 리그
화성 IBK기업은행 알토스
- V-리그: 2016-17

인천 흥국생명 핑크스파이더스
- V-리그: 2024-25

### 컵
화성 IBK기업은행 알토스
- KOVO컵: 2016